# Albert Brinckmann

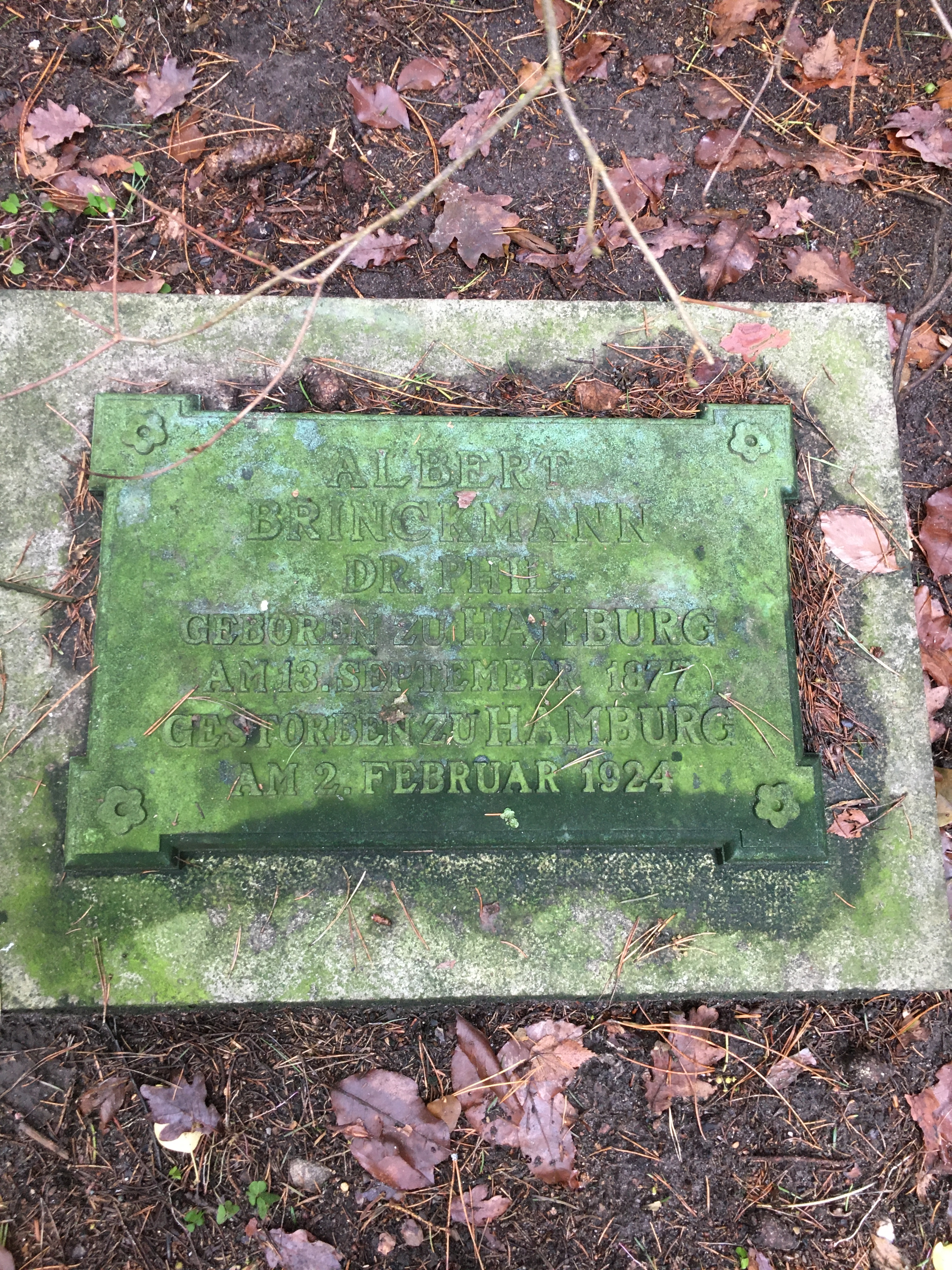
Grabstätte Albert Brinckmann auf dem Friedhof Ohlsdorf

Albert Gideon Brinckmann (* 13. September 1877 in Hamburg; † 2. Februar 1924 ebenda) war ein deutscher Kunsthistoriker.

## Leben und Wirken
Albert Brinckmann war der Sohn des Direktors des Hamburger Museums für Kunst und Gewerbe Justus Brinckmann (1843–1915) und seiner zweiten Frau Maria Pia Adele von Froschauer (1848–1899), einer Tochter des österreichischen Juristen und Landeshauptmanns von Vorarlberg Sebastian von Froschauer. Carlotta Brinckmann war seine Schwester, Maria Brinckmann und Wolfgang Brinckmann seine Halbgeschwister aus der ersten Ehe von Justus Brinckmann. Seit seiner Jugend war er auf einem Auge blind. 
Nach dem Studium der Kunstgeschichte, Klassischen Archäologie und Geschichte in Bonn, München, Berlin und Heidelberg von 1897 bis 1902 war er zunächst als „wissenschaftlicher Hilfsarbeiter“ an verschiedenen Museen in Köln, und Berlin  tätig. 1907 wurde er an der Universität Heidelberg promoviert. Von 1906 bis 1909 war er Direktorialassistent am Landesgewerbemuseum Stuttgart.
Zum 1. April 1909 wurde Brinckmann wissenschaftlicher Assistent am Kestner-Museum in Hannover unter dem Direktor Wilhelm Behncke. Zum 1. April 1912 wurde er als dessen Nachfolger zum Museumsdirektor ernannt. Zum 1. März 1920 kündigte er nach langanhaltenden Streitigkeiten mit dem ehemaligen Stadtdirektor Heinrich Tramm um die Ausrichtung des Museums. Nach dem Ausscheiden aus dem Amt war Brinckmann bis zu seinem Tod wenig erfolgreich im Berliner Kunsthandel tätig. Er starb in Folge einer Geisteskrankheit bereits 1924 und wurde in der Familiengrabstätte auf dem Hamburger Friedhof Ohlsdorf im Planquadrat Z 11 an der Norderstraße beigesetzt. 
Brinckmann interessierte sich insbesondere für die Kunst der Gegenwart, was sich vor allem in den von ihm gemeinsam mit seinem Assistenten Paul Erich Küppers konzipierten Sonderausstellungen ausdrückte. Diese Vorliebe für die Moderne, die auch bei anderen Kunstliebhabern in Hannover auf Sympathie stieß, führte schließlich am 10. Juni 1916 zur Gründung der Kestner-Gesellschaft.

## Schriften
- Die praktische Bedeutung der Ornamentstiche für die deutsche Frührenaissance. Heitz, Straßburg 1907 (Dissertation; Digitalisat).